# Samantha Jade
Samantha Jade Gibbs (* 18. April 1987 in Perth, Western Australia) ist eine australische Sängerin. Bekannt wurde sie 2012 als Siegerin der vierten Staffel von The X Factor.

## Leben und Karriere
Samantha Jade Gibbs wurde 1987 in Perth als erstes Kind von Kevin und Jacquie Gibbs geboren. Sie hat zwei jüngere Brüder. Im Alter von vier Jahren begann sie eine Karriere als Kindermodel. Mit neun Jahren gewann sie eine erste Talentshow, in der sie Amazing Grace sang.
Im Jahr 2002 verschickte sie ein erstes Demo an Plattenproduzenten in den USA. 2003 zog sie mit ihrer Familie nach Los Angeles und erhielt kurz darauf einen Plattenvertrag beim Label Jive Records. Sie war Co-Autorin des JoJo-Songs Secret Love, der 2004 auf dem Soundtrack zum Film Große Haie – Kleine Fische erschien. 2006 steuerte sie einen Song für den Tanzfilm Step Up bei. 2007 erschien die Nachfolgesingle Turn Around. Danach arbeitete sie für mehrere Jahre am Album My Name is Samantha Jade, das aufgrund verschiedener Probleme jedoch nie veröffentlicht wurde. Nachdem ihr Vertrag mit Jive Records aufgelöst worden war, wechselte sie zunächst zu Affinity West Entertainment. Das dort aufgenommene Album Golden Touch sollte jedoch erst im Jahr 2012 erscheinen.
2010 gab sie ihr Schauspieldebüt im Film Beneath the Blue. Im gleichen Jahr zog sie wieder nach Australien zurück. Mit David Guetta und Laidback Luke nahm sie ein Stück für Guettas Album One Love auf, der auf dem finalen Album nicht enthalten war, jedoch als Bonus-Track auf verschiedenen internationalen Wiederveröffentlichen enthalten war.
Im Jahr 2012 bewarb sie sich bei der vierten Staffel von The X Factor, die sie im November 2012 schließlich gewann. Sie erhielt einen Plattenvertrag mit Sony Music Australia. Ihre Single What You've Done to Me erreichte Platz 1 der australischen Charts. Im Dezember 2012 erschien ihr selbstbetiteltes Debütalbum. Die Nachfolgesingle Firestarter erreichte im Juli 2013 Platz 9 der australischen Charts.
Im Januar 2014 veröffentlichte Jade mit Dami Im, Jessica Mauboy, Justice Crew, Nathaniel Willemse und Taylor Henderson eine Coverversion des Stücks I Am Australian. In der Fernsehserie Never Tear Us Apart: The Untold Story of INXS übernahm sie die Rolle der Kylie Minogue.

## Diskografie (Auswahl)
Alben
- 2012: The Golden Touch (Camp West Recorders)
- 2012: Samantha Jade (Sony Music Entertainment Australia)
- 2015: Nine (Sony Music Entertainment Australia)
- 2018: Best of My Love (Sony Music Entertainment Australia)
- 2018: The Magic of Christmas (Sony Music Entertainment Australia)

Singles und EPs
- 2006: Step Up (Zomba)
- 2007: Turn Around (Phantom)
- 2012: What You've Done to Me (Sony Music)
- 2013: Firestarter (Sony Music)
- 2013: Soldier (Sony Music)
- 2014: Up! (Sony Music)
- 2014: Sweet Talk (Sony Music)
- 2015: Shake That (featuring Pitbull)
- 2016: Always

## Filmografie (Auswahl)
- 2010: Beneath the Blue
- 2013: Dirty Laundry Live (Fernsehserie, eine Episode)
- 2014: Never Tear Us Apart: The Untold Story of INXS (Miniserie, zwei Episoden)